# Нікі Батт
Нікі Батт (англ. Nicky Butt, нар. 21 січня 1975, Манчестер) — колишній англійський футболіст, півзахисник.
Насамперед відомий виступами за клуби «Манчестер Юнайтед» та «Ньюкасл Юнайтед», а також національну збірну Англії.

## Клубна кар'єра
Вихованець футбольної школи клубу «Манчестер Юнайтед». Дорослу футбольну кар'єру розпочав 1992 року в основній команді того ж клубу, в якій провів дванадцять сезонів, взявши участь у 269 матчах чемпіонату. Більшість часу, проведеного у складі «Манчестер Юнайтед», був основним гравцем команди. За цей час шість разів виборював титул чемпіона Англії, став дворазовим володарем Кубка Англії,чотириразовим володарем Суперкубка Англії, переможцем Ліги чемпіонів УЄФА та володарем Міжконтинентального кубка.
Поступово, Нікі став все рідше потрапляти до основного складу і у 2004 році попросив у керівництва «червоних дияволів», щоб його відпустили. В липні 2004 року  Батт перейшов у «Ньюкасл Юнайтед» за 2 500 000 фунтів. Проте у складі «сорок» Нікі відразу заграти не зміг і вже наступного року був відданий в оренду до «Бірмінгем Сіті». За підсумками сезону «Бірмінгем» покинув Прем'єр-лігу, і Батт повернувся в «Ньюкасл». Цього разу зміг стати важливим гравцем у клубі і відіграв за команду з Ньюкасла наступні чотири сезони своєї ігрової кар'єри. А у 2009 році, після вильоту клубу з елітного дивізіону, став капітаном команди.
Завершив професійну ігрову кар'єру у гонконзькому клубі «Саут Чайна», за команду якого виступав протягом сезону 2010—2011 років.

## Виступи за збірні
Протягом 1994—1996 років залучався до складу молодіжної збірної Англії. На молодіжному рівні зіграв у семи офіційних матчах.
29 березня 1997 року дебютував в офіційних матчах у складі національної збірної Англії. Протягом кар'єри у національній команді, яка тривала 8 років, провів у формі головної команди країни 39 матчів.
У складі збірної був учасником чемпіонату світу 2002 року в Японії і Південній Кореї, на якому зіграв у 4 з 5 матчах збірної та чемпіонату Європи 2004 року у Португалії, де жодного разу не вийшов на поле. Майже відразу після чемпіонату перестав викликатися до збірної.

## Титули і досягнення
- Чемпіон Англії (6):

«Манчестер Юнайтед»: 1995-96, 1996-97, 1998-99, 1999-00, 2000-01, 2002-03
- Володар Кубка Англії (3):

«Манчестер Юнайтед»: 1995-96, 1998-99, 2003–04
- Володар Суперкубка Англії з футболу (4):

«Манчестер Юнайтед»: 1994, 1996, 1997, 2003
- Переможець Ліги чемпіонів УЄФА (1):

«Манчестер Юнайтед»: 1998-99
- Володар Міжконтинентального кубка (1):

«Манчестер Юнайтед»: 1999
- Переможець Чемпіоншіпу (1):

«Ньюкасл Юнайтед»: 2009–10
- Володар Кубка Гонконгу (1):

«Саут Чайна»: 2010-11
- Володар Кубка гонконзької ліги (1):

«Саут Чайна»: 2010-11
- Чемпіон Європи (U-18): 1993